# Scytodes sansibarica
Espèce
Scytodes sansibarica est une espèce d'araignées aranéomorphes de la famille des Scytodidae.

## Distribution
Cette espèce est endémique d'Unguja en Tanzanie.

## Description
La carapace de la femelle holotype mesure 3,2 mm de long sur 2,5 mm et l'abdomen 3 mm de long sur 2,6 mm.

## Étymologie
Son nom d'espèce lui a été donné en référence au lieu de sa découverte, Zanzibar.

## Publication originale
- Strand, 1907 : Diagnosen neuer Spinnen aus Madagaskar und Sansibar. Zoologische Anzeiger, vol. 31, p. 725-748 (texte intégral).